# 세키노미야촌
세키노미야촌(関宮村)은 효고현 야부군에 존재했던 촌이다. 현재의 야부시 북동부에 해당한다. 

## 역사
- 1889년 4월 1일 - 정촌제 시행에 의해 7촌의 구역을 가지고 성립하였다.
- 1956년 8월 1일 - 미카타군 구마쓰기촌과 합병해 야부군 세키노미야정이 성립, 동일 세키노미야촌은 폐지되었다.

## 교통

### 도로
- 국도 제9호선

## 참고문헌
- 角川日本地名大辞典 28 兵庫県